# Cleora angustivalvis
Cleora angustivalvis là một loài bướm đêm trong họ Geometridae.